# Biota

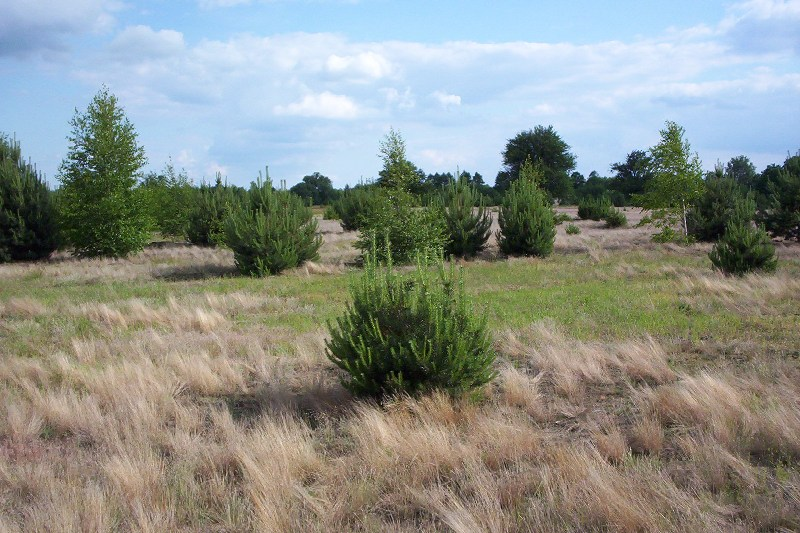
Paraje con arbustos y árboles autóctonos

Biota se refiere al conjunto de los organismos vivos. En su uso más habitual, mediante el término biótico se designa al conjunto de especies de plantas, animales y otros organismos que ocupan un área determinada. Por ejemplo, biota europea para referirse a la lista de especies que habitan en ese territorio. El término puede desglosarse en flora y en fauna, según los límites establecidos en botánica y en zoología.
El concepto puede ser extendido para designar al repertorio de especies de un compartimento del 
ecosistema, como el suelo, la rizosfera o el fondo de un ecosistema acuático. 
Biota no es lo mismo que biocenosis. La descripción de biota contiene un repertorio. La correspondiente a biocenosis debe comprender otros conceptos de la diversidad, relativos a organización y a riqueza específica. Por la misma razón no se deben considerar equivalentes las expresiones «biosfera» y «biota terrestre».

## Referencia bibliográfica
1. ↑  Mosterín, Jesús. Filosofía y ciencia Un Continuo. Fondo editorial Universidad Inca Garcilaso de la Vega.
 Lima (2011) ISBN 978-612-4050-37-4

- Datos: Q845214
- Multimedia: Biology / Q845214